# Cladoniicola staurospora
Cladoniicola staurospora is een korstmosparasiet behorend tot de onderstam Pezizomycotina. Het komt voor op Cladonia (met name op het breekbaar heidestaartje (Cladonia callosa), fijn bekermos (Cladonia chlorophaea), bruin bekermos (Cladonia grayi), frietzakbekermos (Cladonia humilis) en vals kronkelheidestaartje (Cladonia rei).

## Kenmerken
Het produceert conidiomata, die zich in necrotische, witachtige delen van het primaire thallus van de gastheer vormen. Deze conidiomata zijn donker grijsbruin, subglobaal van vorm en hebben een diameter van 40-80 µm. De cellen die conidia produceren zijn cilindrisch van vorm, met afmetingen van 3-4,5 µm lang en 2,5-3,5 µm in diameter. De conidia verschijnen vaak H-vormig hebben elk vier armen, zijn cilindrisch, 1-3-septaat en meten 18-32 µm lang en 1-2,5 µm in diameter. Het heeft geen parafysen.

## Verspreiding
In Nederland komt het Cladoniicola staurospora zeer zeldzaam voor.